# Poemat o cierpiącym sprawiedliwym
Poemat o cierpiącym sprawiedliwym (akad. Ludlul bēl nēmeqi, tłum. Chcę sławić boga mądrości; inne nazwy: Poemat o cierpiącym sprawiedliwym człowieku, Babiloński Job) – starożytny poemat babiloński o charakterze pesymistycznym, którego treść dotyczy nieszczęść, jakie spotkały pobożnego możnowładcę po opuszczeniu go przez bogów. Utwór wyrażał stosunek społeczeństwa babilońskiego do czynów dobrych i złych.

## Opis
Poemat  został napisany w języku akadyjskim pismem klinowym na czterech tabliczkach glinianych. Prawdopodobnie tekst pierwotnie liczył pięćset wierszy. Powstał w okresie panowania dynastii kasyckiej, na co wskazują jego walory literackie. Utwór ma formę monologu, który wygłasza jeden z babilońskich możnowładców.
Nazwa utworu Ludlul bēl nēmeqi pochodzi od pierwszego wiersza tekstu. W tłumaczeniu brzmi Chcę sławić boga mądrości. Tytuły Poemat o cierpiącym sprawiedliwym, Poemat o cierpiącym sprawiedliwym człowieku czy Babiloński Hiob nawiązują do ogólnej treści utworu, choć analogia zawarta w ostatnim z nich jest nieadekwatna: mimo iż treść poematu poświęcona jest problemom nieszczęść i cierpienia, podobnie jak Księga Hioba, babiloński utwór nie dorównuje biblijnemu pod względem głębi duchowej.

## Treść
Człowiek sprawiedliwy, wielmoża babiloński, został dotknięty przez nieszczęścia. Opuścili go bogowie, co wywołało gniew króla. Znajomi i bliscy odwrócili się od niego, wyrzucając go poza swoje środowisko. Opętały go demony, sprowadziły na niego choroby, z których kapłani i zaklinacze nie potrafili go wyleczyć.
Wyrzutek uczynił więc rachunek sumienia. Nie dopatrzył się w swoim życiu czynów niepobożnych, bowiem modlił się, składał ofiary, brał udział w procesjach, szanował króla. Ponieważ czuł się niewinnym, doszedł do wniosku, że być może to, co ludzie uważali za dobro, według bogów uchodziło za zło.
W okresie pierwszej dynastii babilońskiej do poematu zostało dopisane nowe zakończenie. Sprawiedliwemu przyśniły się trzy sny. W pierwszym przyszedł do niego piękny młodzieniec (brak zachowanego tekstu ze słowami, którymi się zwrócił do nieszczęśnika). W drugiej wizji inny młodzieniec odprawiał nad nim egzorcyzmy. W ostatnim śnie ukazały mu się kolejno dwie postacie: dostojna kobieta, która przyrzekła mu wyleczenie oraz obiecujący szczęście zaklinacz z tabliczką Marduka. Bóg ulitował się nad chorym. Człowiek odzyskał zdrowie, majątek i dobre imię. Zakończenie utworu stanowiło odwiedzenie przez sprawiedliwego człowieka świątyni Marduka.

## Interpretacja
Poemat był wyrazem pojmowania moralności przez Babilończyków. Gdy po dokonaniu rachunku sumienia chory nie odnalazł w swoim życiu czynów złych, stwierdził z pesymizmem, że to, co człowiek uważał za dobre, według boga mogło być złem. Reforma religijna czasów pierwszej dynastii babilońskiej przyczyniła się do zmiany dotychczasowej koncepcji. Zawarty w pierwotnej wersji pesymizm został złagodzony poprzez dodanie nowego zakończenia, będącego wyrazem nadziei.